# 沢田清
澤田 清（さわだ きよし、1920年3月5日 - 2019年3月22日）は、日本の地理学者、日本大学名誉教授。

## 経歴
福井県武生市生まれ。東京文理科大学理学部地理学科卒、1961年「わが国における都市圏の変容に関する地理学的研究」で、理学博士（東京都立大学）。福井県立福井高等女学校教諭、金沢大学教育学部助教授、東京教育大学理学部助教授、日本大学文理学部教授。1991年定年退任、名誉教授。2019年3月22日死去。99歳没。

## 著書
- 『石川縣 わが郷土』清水書院 社會科郷土シリーズ 1949
- 『日本の都市圏』古今書院 1978
- 『旅の発見』大明堂 1997

### 共著
- 『世界の住民』真藤伸夫共著 国民図書刊行会 新全科社会科教室 1960
- 『日本の工業化』幸田清喜、辻本芳郎共編 古今書院 形成選書 1966
- 『指導のための野外観察』位野木寿一共編著 中教出版 1972 社会科における理論と実践シリーズ
- 『自然と人間のかかわり』編著 古今書院 1981
- 『地理学と社会』編 東京書籍 1990
- 『日本図誌大系』山口恵一郎、佐藤侊、清水靖夫、中島義一共編 朝倉書店 1972-1980
- 『七道の景観と変貌 北陸道の景観と変貌』木下良、島田正彦共編 古今書院 1995

## 参考
- 『旅の発見』著者紹介